# Emerson Ávila
Emerson Rodrigues Ávila (Belo Horizonte, 16 de julho de 1967) é um treinador de futebol brasileiro. Atualmente está sem clube.

## Carreira
Emerson Ávila começou trabalhando nas divisões de base do Cruzeiro, onde permaneceu por 10 anos. Em 2005 foi auxiliar técnico. Em 2007 assumiu interinamente o comando do clube celeste, após a demissão de Paulo Autuori. Ainda neste ano, subiu com o Ipatinga para a Série A do Brasileiro. Depois, em 2008, treinou o Grêmio Barueri, retornou ao comando do Ipatinga, e esteve como treinador do Boavista-RJ. Em 2010, após receber convite de Ney Franco e Mano Menezes, assumiu a Seleção Brasileira Sub-17, tendo sido campeão Sul-Americano da categoria e quarto lugar no Mundial.
Em 2011 foi efetivado como treinador do Cruzeiro, após a saída de Joel Santana. Mas após sequência de maus resultados, voltou a ser treinador das categorias de base do clube.
No final do mesmo ano foi contratado pelo Nacional de Nova Serrana para ser treinador da equipe no ano de 2012. No entanto, após três derrotas e apenas uma vitória no Campeonato Mineiro, o técnico foi demitido pela diretoria. Mas continua agora efetivado, novamente como treinador da Seleção Sub-17.
Em fevereiro de 2020 assumiu o comando da equipe do Betim Futebol, na disputa do Módulo II do Campeonato Mineiro. No mesmo ano, em dezembro, foi anunciado como técnico do Pouso Alegre.
Na sequência da temporada, foi anunciado pelo Betim Futebol.
Em 08 de julho de 2024 foi contratado pela Ferroviária para comandar o clube na Série C.

### Estatísticas
| Clube           | Jogos | Vitórias | Empates | Derrotas |
| --------------- | ----- | -------- | ------- | -------- |
| Cruzeiro        | 10    | 3        | 2       | 5        |
| Nacional-MG     | 4     | 1        | 0       | 3        |
| Ipatinga        | 29    | 21       | 12      | 15       |
| Grêmio Barueri  | 10    | 4        | 4       | 2        |
| Boavista        | 9     | 4        | 0       | 5        |
| Brasil Sub-17   | 16    | 11       | 2       | 3        |
| Brasil Sub-20   | 4     | 1        | 1       | 2        |
| Esportivo       | 5     | 1        | 2       | 2        |
| Villa Nova      | 4     | 0        | 1       | 3        |
| Betim Futebol   | 28    | 12       | 9       | 7        |
| Pouso Alegre    | 13    | 4        | 5       | 4        |
| Goiás (interim) | 16    | 6        | 4       | 6        |

## Títulos

### Como treinador
Goiás
- Copa Verde: 2023

Pouso Alegre
- Taça Inconfidência: 2021

Grêmio Barueri
- Campeonato Paulista do Interior: 2008

### Base
Cruzeiro Sub-20
- Campeonato Brasileiro de Futebol Sub-20: 2017
- Supercopa do Brasil de Futebol Sub-20: 2017

Seleção Brasileira Sub-17
- Sul-Americano Sub-17: 2011